# Purpose World Tour
Purpose World Tour – trzecia światowa trasa koncertowa tournée piosenkarza Justina Biebera. Jest to promocja dla czwartego albumu studyjnego „Purpose” (2015).
Trasa rozpoczęła się 9 marca 2016 roku w Seattle i zakończyła 2 lipca 2017 w Londynie (Wielka Brytania). Zakończenie trasy planowane było na październik 2017, ale 24 lipca 2017 ogłoszone zostało odwołanie 14 ostatnich koncertów.

## Geneza
Trasa została ogłoszona 11 listopada 2015 r. w The Ellen DeGeneres Show Tego samego dnia na stronie internetowej artysty ujawniono 58 dat koncertów w Stanach Zjednoczonych i Kanadzie.  Z powodu olbrzymiego zainteresowania, w kilku miastach dodano kolejne pokazy. We wrześniu 2016 roku Bieber ogłosił, że wyruszy w najbliższym tygodniu do Australii i Nowej Zelandii. 25 października 2016 r. ogłoszono dwa wyjazdy do Meksyku, a także do Ameryki Południowej i Ameryki Środkowej. 5 grudnia 2016 roku Bieber ogłosił w programie The Ellen DeGeneres Show, że latem 2017 r. rozpocznie trasę na stadionach  w Stanach Zjednoczonych. Trasa zakończyła się przedwcześnie z powodu „nieprzewidzianych okoliczności” 24 lipca 2017 roku. Odwołanych zostało piętnaście koncertów, między innymi w Japonii, zaplanowanych na sierpień i wrzesień 2017.

## Fabuła koncertu
Występ zaczyna się od nagranej sekwencji, w której jest „utkwiony wewnątrz szklanej kostki, a następnie prawdziwy Bieber pojawia się w rzeczywistym sześcianie” wykonując „Mark My Words”, wyrysowując słowa na ścianach „nadzieja”, „miłość”, wiara. Później Bieber wschodzi z dołu na scenę w dużej szklanej kostce, „z hydrauliką popychającą go wyżej” podczas występu „Where Are Ü Now”, z hologramami migającymi, podczas gdy „załoga Biebera ( tancerzy) ubrana jest w białe stroje, a kobiety zawieszone w powietrzu wykonują akrobatykę. Podczas piosenki „I'II show you”, Bieber zostaje „uwięziony pod stalową klatką literacką, podczas gdy firestormy i przędzenie Wiry go pochłaniają”. W trakcie refrenu „pokaz świetlny LED zaczyna migać przez belki, okrywając go w eksponujących oktagonach i fajerwerkach cyfrowych”. Podczas „The Feeling” akrobaci kręcą się nad nim, a na tle kosmosu wyświetlona jest Halsey. W czasie występu do piosenki „Get Used To It” Bieber porusza się po platformie na scenie. Występ do piosenki „Love Yourself” Bieber wykonuje na gitarze akustycznej, siedząc na czerwonej aksamitnej kanapie na środku sceny. Późniejsze przerwy akustyczne kontynuowane są nową piosenką Justina „Cold Water”. Po  akustycznym repertuarze usłyszymy piosenkę „Boyfriend”, podczas której tancerze w czarnych kostiumach LED tworzą piękny pokaz choreograficzny. Następnie „Been You” jest wykonywany przez Biebera i jego tancerzy, z „break dance”. W trakcie piosenki „Company”, „ukryta platforma zakotwiczona na suficie zaczyna schodzić, a Justin na zawieszonej trampolinie, wykonuje kilka backflipów”. Na „No Sense” towarzyszy przedstawienie „Hold Tight” i „No Pressure”. Później Bieber przedstawia swój własny akt – dwa solo perkusyjne, „wesoło wprowadza i tańczy podstawową tancerkę w wieku szkolnym”, a następnie śpiewa „Life Is Worth Living”, w trakcie której Bieber jest wspierany przez pary. W następnej kolejności wykonuje piosenkę „What do you mean”. Tancerze na deskorolkach okrążają śpiewającego Justina. Spektakl „Baby” zostaje uznany za „zabawny”, a później wykonuje „Purpose” na białym fortepianie. Koncert kończy się utwór „Sorry”. Bieber i Jego tancerze stoją wtedy pod prysznicem sztucznego deszczu.

## Set lista
Lista piosenek wykonywanych podczas każdego show:
1. „Mark My Words”
2. „Where Are U Now”
3. „Get Used To It”
4. „I'II Show You”
5. „The Feeling”
6. „Boyfriend”
7. „Cold Water”
8. „Love Yourself”
9. „Been You”
10. „Company”
11. „No Sense”
12. „Hold Tight”
13. „No Pressure”
14. „As Long As You Love Me”
15. „Children”
16. „Live Is Worth Living”
17. „What Do You Mean”
18. „Baby”
19. „Purpose”
20. „Sorry”

## Koncerty
| Data                 | Miasto           | Państwo                      | Miejsce                      | Support                             |
| Ameryka Północna     | Ameryka Północna | Ameryka Północna             | Ameryka Północna             | Ameryka Północna                    |
| -------------------- | ---------------- | ---------------------------- | ---------------------------- | ----------------------------------- |
| 9 marca 2016         | Seattle          | Stany Zjednoczone            | KeyArena                     | Corey Harper Moxie Raia             |
| 11 marca 2016        | Vancouver        | Kanada                       | Rogers Arena                 | Corey Harper Moxie Raia             |
| 13 marca 2016        | Portland         | Stany Zjednoczone            | Moda Center                  | Corey Harper Post Malone Moxie Raia |
| 15 marca 2016        | Sacramento       | Stany Zjednoczone            | Sleep Train Arena            | Post Malone Moxie Raia              |
| 17 marca 2016        | San Jose         | Stany Zjednoczone            | SAP Center                   | Post Malone Moxie Raia              |
| 18 marca 2016        | Oakland          | Stany Zjednoczone            | Oracle Arena                 | Post Malone Moxie Raia              |
| 20 marca 2016        | Los Angeles      | Stany Zjednoczone            | Staples Center               | Post Malone Moxie Raia              |
| 21 marca 2016        | Los Angeles      | Stany Zjednoczone            | Staples Center               | Post Malone Moxie Raia              |
| 23 marca 2016        | Los Angeles      | Stany Zjednoczone            | Staples Center               | Post Malone Moxie Raia              |
| 25 marca 2016        | Las Vegas        | Stany Zjednoczone            | MGM Grand Garden Arena       | Post Malone Moxie Raia              |
| 26 marca 2016        | Fresno           | Stany Zjednoczone            | Save Mart Center             | Post Malone Moxie Raia              |
| 29 marca 2016        | San Diego        | Stany Zjednoczone            | San Diego Sports Arena       | Post Malone Moxie Raia              |
| 30 marca 2016        | Glendale         | Stany Zjednoczone            | Gila River Arena             | Post Malone Moxie Raia              |
| 2 kwietnia 2016      | Salt Lake City   | Stany Zjednoczone            | Vivint Smart Home Arena      | Post Malone Moxie Raia              |
| 4 kwietnia 2016      | Denver           | Stany Zjednoczone            | Pepsi Center                 | Post Malone Moxie Raia              |
| 6 kwietnia 2016      | Kansas City      | Stany Zjednoczone            | Sprint Center                | Post Malone Moxie Raia              |
| 7 kwietnia 2016      | Tulsa            | Stany Zjednoczone            | BOK Center                   | Post Malone Moxie Raia              |
| 9 kwietnia 2016      | Houston          | Stany Zjednoczone            | Toyota Center                | Post Malone Moxie Raia              |
| 10 kwietnia 2016     | Dallas           | Stany Zjednoczone            | American Airlines Center     | Post Malone Moxie Raia              |
| 12 kwietnia 2016     | Atlanta          | Stany Zjednoczone            | Philips Arena                | Post Malone Moxie Raia              |
| 13 kwietnia 2016     | Atlanta          | Stany Zjednoczone            | Philips Arena                | Post Malone Moxie Raia              |
| 19 kwietnia 2016     | St. Louis        | Stany Zjednoczone            | Scottrade Center             | Post Malone Moxie Raia              |
| 20 kwietnia 2016     | Louisville       | Stany Zjednoczone            | KFC Yum! Center              | Post Malone Moxie Raia              |
| 22 kwietnia 2016     | Rosemont         | Stany Zjednoczone            | Allstate Arena               | Post Malone Moxie Raia              |
| 23 kwietnia 2016     | Rosemont         | Stany Zjednoczone            | Allstate Arena               | Post Malone Moxie Raia              |
| 25 kwietnia 2016     | Auburn Hills     | Stany Zjednoczone            | The Palace of Auburn Hills   | Post Malone Moxie Raia              |
| 26 kwietnia 2016     | Cleveland        | Stany Zjednoczone            | Quicken Loans Arena          | Post Malone Moxie Raia              |
| 28 kwietnia 2016     | Columbus         | Stany Zjednoczone            | Schottenstein Center         | Post Malone Moxie Raia              |
| 29 kwietnia 2016     | Waszyngton       | Stany Zjednoczone            | Verizon Center               | Post Malone Moxie Raia              |
| 4 maja 2016          | Brooklyn         | Stany Zjednoczone            | Barclays Center              | Post Malone Moxie Raia              |
| 5 maja 2016          | Brooklyn         | Stany Zjednoczone            | Barclays Center              | Post Malone Moxie Raia              |
| 7 maja 2016          | Filadelfia       | Stany Zjednoczone            | Wells Fargo Center           | Post Malone Moxie Raia              |
| 8 maja 2016          | Filadelfia       | Stany Zjednoczone            | Wells Fargo Center           | Post Malone Moxie Raia              |
| 10 maja 2016         | Boston           | Stany Zjednoczone            | TD Garden                    | Post Malone Moxie Raia              |
| 11 maja 2016         | Boston           | Stany Zjednoczone            | TD Garden                    | Post Malone Moxie Raia              |
| 13 maja 2016         | Ottawa           | Kanada                       | Canadian Tire Centre         | The Knocks Moxie Raia               |
| 14 maja 2016         | Quebec           | Kanada                       | Videotron Centre             | The Knocks Moxie Raia               |
| 16 maja 2016         | Montreal         | Kanada                       | Bell Centre                  | Post Malone Moxie Raia              |
| 18 maja 2016         | Toronto          | Kanada                       | Air Canada Centre            | Post Malone Moxie Raia              |
| 19 maja 2016         | Toronto          | Kanada                       | Air Canada Centre            | Post Malone Moxie Raia              |
| 11 czerwca 2016      | Winnipeg         | Kanada                       | MTS Centre                   | Moxie Raia                          |
| 13 czerwca 2016      | Calgary          | Kanada                       | Scotiabank Saddledome        | Post Malone Moxie Raia              |
| 14 czerwca 2016      | Edmonton         | Kanada                       | Rexall Place                 | Post Malone Moxie Raia              |
| 16 czerwca 2016      | Saskatoon        | Kanada                       | SaskTel Centre               | Post Malone Moxie Raia              |
| 18 czerwca 2016      | Fargo            | Stany Zjednoczone            | Fargodome                    | Post Malone Moxie Raia              |
| 19 czerwca 2016      | Minneapolis      | Stany Zjednoczone            | Target Center                | Post Malone Moxie Raia              |
| 21 czerwca 2016      | Lincoln          | Stany Zjednoczone            | Pinnacle Bank Arena          | Post Malone Moxie Raia              |
| 22 czerwca 2016      | Des Moines       | Stany Zjednoczone            | Wells Fargo Arena            | Post Malone Moxie Raia              |
| 24 czerwca 2016      | Cincinnati       | Stany Zjednoczone            | U.S. Bank Arena              | Post Malone Moxie Raia              |
| 25 czerwca 2016      | Indianapolis     | Stany Zjednoczone            | Bankers Life Fieldhouse      | Post Malone Moxie Raia              |
| 27 czerwca 2016      | Nashville        | Stany Zjednoczone            | Bridgestone Arena            | Post Malone Moxie Raia              |
| 29 czerwca 2016      | Jacksonville     | Stany Zjednoczone            | Jacksonville Arena           | Post Malone Moxie Raia              |
| 30 czerwca 2016      | Orlando          | Stany Zjednoczone            | Amway Center                 | Post Malone Moxie Raia              |
| 2 lipca 2016         | Miami            | Stany Zjednoczone            | American Airlines Arena      | Post Malone Moxie Raia              |
| 3 lipca 2016         | Miami            | Stany Zjednoczone            | American Airlines Arena      | Post Malone Moxie Raia              |
| 6 lipca 2016         | Greensboro       | Stany Zjednoczone            | Greensboro Coliseum          | Post Malone Moxie Raia              |
| 7 lipca 2016         | Baltimore        | Stany Zjednoczone            | Royal Farms Arena            | Post Malone Moxie Raia              |
| 9 lipca 2016         | Newark           | Stany Zjednoczone            | Prudential Center            | Post Malone Moxie Raia              |
| 10 lipca 2016        | Hartford         | Stany Zjednoczone            | XL Center                    | Post Malone Moxie Raia              |
| 12 lipca 2016        | Buffalo          | Stany Zjednoczone            | First Niagara Center         | Post Malone Moxie Raia              |
| 13 lipca 2016        | Pittsburgh       | Stany Zjednoczone            | Consol Energy Center         | Post Malone Moxie Raia              |
| 15 lipca 2016        | Atlantic City    | Stany Zjednoczone            | Boardwalk Hall               | Post Malone Moxie Raia              |
| 18 lipca 2016        | Nowy Jork        | Stany Zjednoczone            | Madison Square Garden        | Post Malone Moxie Raia              |
| 19 lipca 2016        | Nowy Jork        | Stany Zjednoczone            | Madison Square Garden        | Post Malone Moxie Raia              |
| Azja                 |                  |                              |                              |                                     |
| 13 sierpnia 2016     | Chiba            | Japonia                      | Makuhari Messe               | N/A                                 |
| 14 sierpnia 2016     | Chiba            | Japonia                      | Makuhari Messe               | N/A                                 |
| Europa               |                  |                              |                              |                                     |
| 20 sierpnia 2016     | Chelmsford       | Anglia                       | Hylands Park                 | N/A                                 |
| 21 sierpnia 2016     | Staffordshire    | Anglia                       | Weston Park                  | N/A                                 |
| 8 września 2016      | Kópavogur        | Islandia                     | Kórinn                       | Sturla Atlas Vic Mensa              |
| 9 września 2016      | Kópavogur        | Islandia                     | Kórinn                       | Sturla Atlas Vic Mensa              |
| 14 września 2016     | Berlin           | Niemcy                       | Mercedes-Benz Arena          | Vic Mensa                           |
| Wrzesień 16, 2016    | Monachium        | Niemcy                       | Olympiahalle                 | Vic Mensa                           |
| 18 września 2016     | Kolonia          | Niemcy                       | Lanxess Arena                | Vic Mensa                           |
| 20 września 2016     | Paryż            | Francja                      | AccorHotels Arena            | The Knocks Vic Mensa                |
| 21 września 2016     | Paryż            | Francja                      | AccorHotels Arena            | The Knocks Vic Mensa                |
| 23 września 2016     | Oslo             | Norwegia                     | Telenor Arena                | The Knocks                          |
| 24 września 2016     | Oslo             | Norwegia                     | Telenor Arena                | The Knocks                          |
| 26 września 2016     | Helsinki         | Finlandia                    | Hartwall Arena               | The Knocks                          |
| 27 września 2016     | Helsinki         | Finlandia                    | Hartwall Arena               | The Knocks                          |
| 29 września 2016     | Sztokholm        | Szwecja                      | Tele2 Arena                  | The Knocks MiC Lowry                |
| 30 września 2016     | Sztokholm        | Szwecja                      | Tele2 Arena                  | The Knocks MiC Lowry                |
| 2 października 2016  | Kopenhaga        | Dania                        | Telia Parken                 | The Knocks MiC Lowry                |
| 5 października 2016  | Antwerpia        | Belgia                       | Sportpaleis                  | The Knocks MiC Lowry                |
| 6 października 2016  | Antwerpia        | Belgia                       | Sportpaleis                  | The Knocks MiC Lowry                |
| 8 października 2016  | Arnhem           | Holandia                     | GelreDome                    | The Knocks MiC Lowry                |
| 9 października 2016  | Arnhem           | Holandia                     | GelreDome                    | The Knocks MiC Lowry                |
| 11 października 2016 | Londyn           | Anglia                       | The O2 Arena                 | The Knocks MiC Lowry                |
| 12 października 2016 | Londyn           | Anglia                       | The O2 Arena                 | The Knocks MiC Lowry                |
| 14 października 2016 | Londyn           | Anglia                       | The O2 Arena                 | The Knocks MiC Lowry                |
| 15 października 2016 | Londyn           | Anglia                       | The O2 Arena                 | The Knocks MiC Lowry                |
| 17 października 2016 | Birmingham       | Anglia                       | Barclaycard Arena            | The Knocks MiC Lowry                |
| 18 października 2016 | Birmingham       | Anglia                       | Barclaycard Arena            | The Knocks MiC Lowry                |
| 20 października 2016 | Manchester       | Anglia                       | Manchester Arena             | The Knocks MiC Lowry                |
| 21 października 2016 | Manchester       | Anglia                       | Manchester Arena             | The Knocks MiC Lowry                |
| 23 października 2016 | Manchester       | Anglia                       | Manchester Arena             | The Knocks MiC Lowry                |
| 24 października 2016 | Birmingham       | Anglia                       | Genting Arena                | The Knocks MiC Lowry                |
| 26 października 2016 | Sheffield        | Anglia                       | Sheffield Arena              | The Knocks MiC Lowry                |
| 27 października 2016 | Glasgow          | Szkocja                      | The SSE Hydro                | The Knocks MiC Lowry                |
| 29 października 2016 | Glasgow          | Szkocja                      | The SSE Hydro                | The Knocks MiC Lowry                |
| 30 października 2016 | Glasgow          | Szkocja                      | The SSE Hydro                | The Knocks MiC Lowry                |
| 1 listopada 2016     | Dublin           | Irlandia                     | 3Arena                       | The Knocks MiC Lowry                |
| 2 listopada 2016     | Dublin           | Irlandia                     | 3Arena                       | The Knocks MiC Lowry                |
| 8 listopada 2016     | Wiedeń           | Austria                      | Wiener Stadthalle            | The Knocks MiC Lowry                |
| 9 listopada 2016     | Zagrzeb          | Chorwacja                    | Arena Zagreb                 | The Knocks MiC Lowry                |
| 11 listopada 2016    | Kraków           | Polska                       | Tauron Arena                 | The Knocks MiC Lowry                |
| 12 listopada 2016    | Praga            | Czechy                       | O2 Arena                     | The Knocks MiC Lowry                |
| 14 listopada 2016    | Hamburg          | Niemcy                       | Barclaycard Arena            | The Knocks MiC Lowry                |
| 16 listopada 2016    | Frankfurt        | Niemcy                       | Festhalle                    | The Knocks MiC Lowry                |
| 17 listopada 2016    | Zurych           | Szwajcaria                   | Hallenstadion                | The Knocks MiC Lowry                |
| 19 listopada 2016    | Bolonia          | Włochy                       | Unipol Arena                 | The Knocks MiC Lowry                |
| 20 listopada 2016    | Bolonia          | Włochy                       | Unipol Arena                 | The Knocks MiC Lowry                |
| 22 listopada 2016    | Barcelona        | Hiszpania                    | Palau Sant Jordi             | The Knocks MiC Lowry                |
| 23 listopada 2016    | Madryt           | Hiszpania                    | Barclaycard Center           | The Knocks MiC Lowry                |
| 25 listopada 2016    | Lizbona          | Portugalia                   | MEO Arena                    | The Knocks MiC Lowry                |
| 28 listopada 2016    | Londyn           | Anglia                       | The O2 Arena                 | The Knocks MiC Lowry                |
| 29 listopada 2016    | Londyn           | Anglia                       | The O2 Arena                 | The Knocks MiC Lowry                |
| Ameryka Północna     |                  |                              |                              |                                     |
| Luty 15, 2017        | Monterrey        | Meksyk                       | Estadio BBVA Bancomer        |                                     |
| Luty 18, 2016        | Meksyk           | Meksyk                       | Foro Sol                     | Robin Schulz                        |
| 19 lutego 2017       | Meksyk           | Meksyk                       | Foro Sol                     | Robin Schulz                        |
| 21 lutego 2017       | Meksyk           | Meksyk                       | Foro Sol                     | Robin Schulz                        |
| Oceania              |                  |                              |                              |                                     |
| 6 marca 2017         | Perth            | Australia                    | nib Stadium                  | Martin Garrix Sheppard              |
| 10 marca 2017        | Melbourne        | Australia                    | Docklands Stadium            | Martin Garrix Sheppard              |
| 13 marca 2017        | Brisbane         | Australia                    | Suncorp Stadium              | Martin Garrix Sheppard              |
| 15 marca 2017        | Sydney           | Australia                    | ANZ Stadium                  | Martin Garrix Sheppard              |
| 18 marca 2017        | Auckland         | Nowa Zelandia                | Mount Smart Stadium          | Martin Garrix Sheppard              |
| Ameryka Łacińska     |                  |                              |                              |                                     |
| 23 marca 2017        | Santiago         | Chile                        | Estadio Nacional de Chile    | N/A                                 |
| 29 marca 2017        | Rio de Janeiro   | Brazylia                     | Praça da Apoteose            | Rudy Mancuso                        |
| 1 kwietnia 2017      | São Paulo        | Brazylia                     | Allianz Parque               | Rudy Mancuso                        |
| 2 kwietnia 2017      | São Paulo        | Brazylia                     | Allianz Parque               | Rudy Mancuso                        |
| 5 kwietnia 2017      | Lima             | Peru                         | Stadion Narodowy w Limie     | –                                   |
| 8 kwietnia 2017      | Quito            | Ekwador                      | Stadion Olimpico Atahualpa   | –                                   |
| 12 kwietnia 2017     | Bogota           | Kolumbia                     | Stadion El Campín            | Ali Stone                           |
| 15 kwietnia 2017     | Punta Cana       | Dominikana                   | Hard Rock Hotel & Casino     | –                                   |
| 18 kwietnia 2017     | San Juan         | Portoryko                    | José Miguel Agrelot Coliseum | –                                   |
| 21 kwietnia 2017     | Panama           | Panama                       | Plaza Figali                 | –                                   |
| 24 kwietnia 2017     | San José         | Kostaryka                    | Stadion Narodowy Kostaryki   | –                                   |
| Azja                 |                  |                              |                              |                                     |
| 3 maja 2017          | Tel Awiw         | Izrael                       | Park ha-Jarkon               | Static & Ben El Tavori              |
| 6 maja 2017          | Dubaj            | Zjednoczone Emiraty Arabskie | Autism Rocks Arena           | –                                   |
| 10 maja 2017         | Mumbaj           | Indie                        | Stadion DY Patil             | –                                   |
| Afryka               |                  |                              |                              |                                     |
| 14 maja 2017         | Johannesburg     | Południowa Afryka            | Stadion FNB                  | Sketchy Bongo                       |
| 17 maja 2017         | Kapsztad         | Południowa Afryka            | Stadion Cape Town            | Sketchy Bongo                       |
| Europa               |                  |                              |                              |                                     |
| 3 czerwca 2017       | Landgraaf        | Holandia                     | Megaland                     | N/A                                 |
| 5 czerwca 2017       | Aarhus           | Dania                        | Jydsk Væddeløbsbane          | Rudimental Gnash Adam Daniel        |
| 7 czerwca 2017       | Stavanger        | Norwegia                     | Forus Travbane               | N/A                                 |
| 10 czerwca 2017      | Sztokholm        | Szwecja                      | Gärdet Open Air Venue        | N/A                                 |
| 15 czerwca 2017      | Berno            | Szwajcaria                   | Stade de Suisse Wankdorf     | Halsey                              |
| 18 czerwca 2017      | Monza            | Włochy                       | Stadion Narodowy Monza       | N/A                                 |
| 21 czerwca 2017      | Dublin           | Irlandia                     | RDS Arena                    | Halsey                              |
| 24 czerwca 2017      | Lille            | Francja                      | Stade Pierre-Mauroy          | N/A                                 |
| 25 czerwca 2017      | Frankfurt        | Niemcy                       | Commerzbank-Arena            | N/A                                 |
| 30 czerwca 2017      | Cardiff          | Walia                        | Millennium Stadium           | Halsey                              |
| 2 lipca 2017         | Londyn           | Anglia                       | Hyde Park                    | Martin Garrix Tove Lo Anne-Marie    |